# Guo Maoqian
Guo Maoqian (Chino: 郭茂倩; pinyin: Guō Màoqiàn; Wade–Giles: Kuo Mao-ch'ien) fue un antólogo de poesía de la dinastía Song. Compiló una importante colección de piezas líricas en su obra Anthology of Yuefu Poetry (樂府詩集), que contiene casi todo el estilo Music Bureau sobreviviente, o Yuefu desde la dinastía Han hasta la dinastía Tang y las Cinco Dinastías. y que incluye poemas tan famosos como "Hua Mulan".

## Biografía
No se conoce material biográfico extenso sobre Guo Maoqian, por lo que se le conoce principalmente a través de sus obras. Sin embargo, se sabe que tanto su padre como su abuelo fueron funcionarios gubernamentales famosos en lo que ahora es Shandong en la primera mitad del siglo XI, y que él fue el primogénito de cinco hijos y cinco hijas. Él también hizo carrera en el gobierno, convirtiéndose en un funcionario de bajo nivel en Hunan, alrededor del año 1084. Era especialista en música y poeta. Es conocido por compilar la Antología de la poesía de Yuefu. También editó una antología que ya no existe de otras formas de verso.

## Antología de la poesía de Yuefu
Guo Maoqian recopiló y publicó 5290 piezas líricas, incluidas variaciones de ciertas piezas, en su antología yuefu; que categorizó elaboradamente, comenzando con doce categorías principales. Aunque este trabajo es invaluable para preservar la letra de tantas canciones, la mayor parte de la música está perdida.